# Viseur (photographie)
Pour les articles homonymes, voir Viseur (homonymie).

Éclaté d'un appareil photographique reflex ; en vert figurent les éléments du viseur.

En photographie et au cinéma, le viseur (en anglais viewfinder, « chercheur de vues ») est le dispositif que le photographe ou le cadreur regarde pour déterminer les limites de l'image et, éventuellement, ajuster la mise au point.
La plupart des appareils photographiques et caméras argentiques comportent un viseur. La prise de vue électronique et numérique peut s'en dispenser : elle permet de voir l'image telle qu'elle sera enregistrée ; cependant, les appareils reflex argentiques et numériques en possèdent un, ce qui donne quelques avantages.

## Définition
Quand on veut déterminer avec une certaine précision l'image que l'on va enregistrer et qu'on n'a pas accès, comme en image électronique, à cette image telle que l'appareil la capte, on a recours à un dispositif optique, le viseur. Celui-ci permet de situer les bords du champ et d'organiser la composition picturale.
Il y a deux manières de constituer un viseur :
- par un système optique indépendant aussi près que possible que celui qui forme l'image ;
- en déviant une partie du flux qui forme l'image vers la visée.

On appelle reflex ce second procédé.

## Viseur parallèle

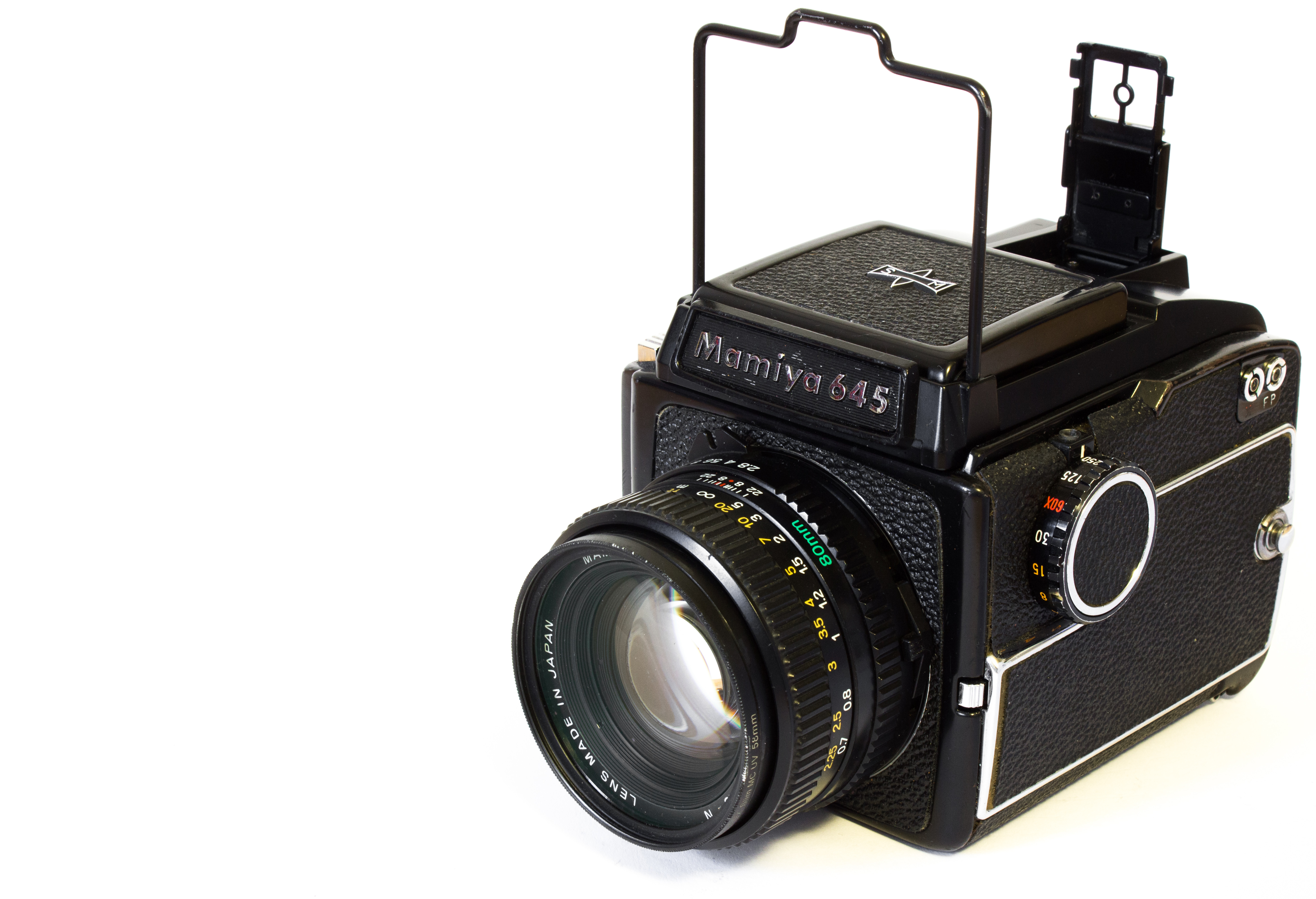
Viseur sport : le plus simple.

Dans la visée parallèle, le viseur s'installe aussi près que possible de l'axe de prise de vues. Il peut être constitué d'un simple cadre et d'un œilleton qui fixe la position de l'œil, de deux cadres collimatés permettant de placer l'œil à une certaine distance, ou, le plus souvent, d'une lunette de Galilée parallèle à l'objectif.
Le viseur parallèle permet difficilement une composition et un cadre précis à courte distance. La parallaxe provoque l'apparition ou la disparition de fragments d'objets, cachés derrière un autre dans un des axes ; elle décale légèrement les bords du cadre. 

## Visée reflex

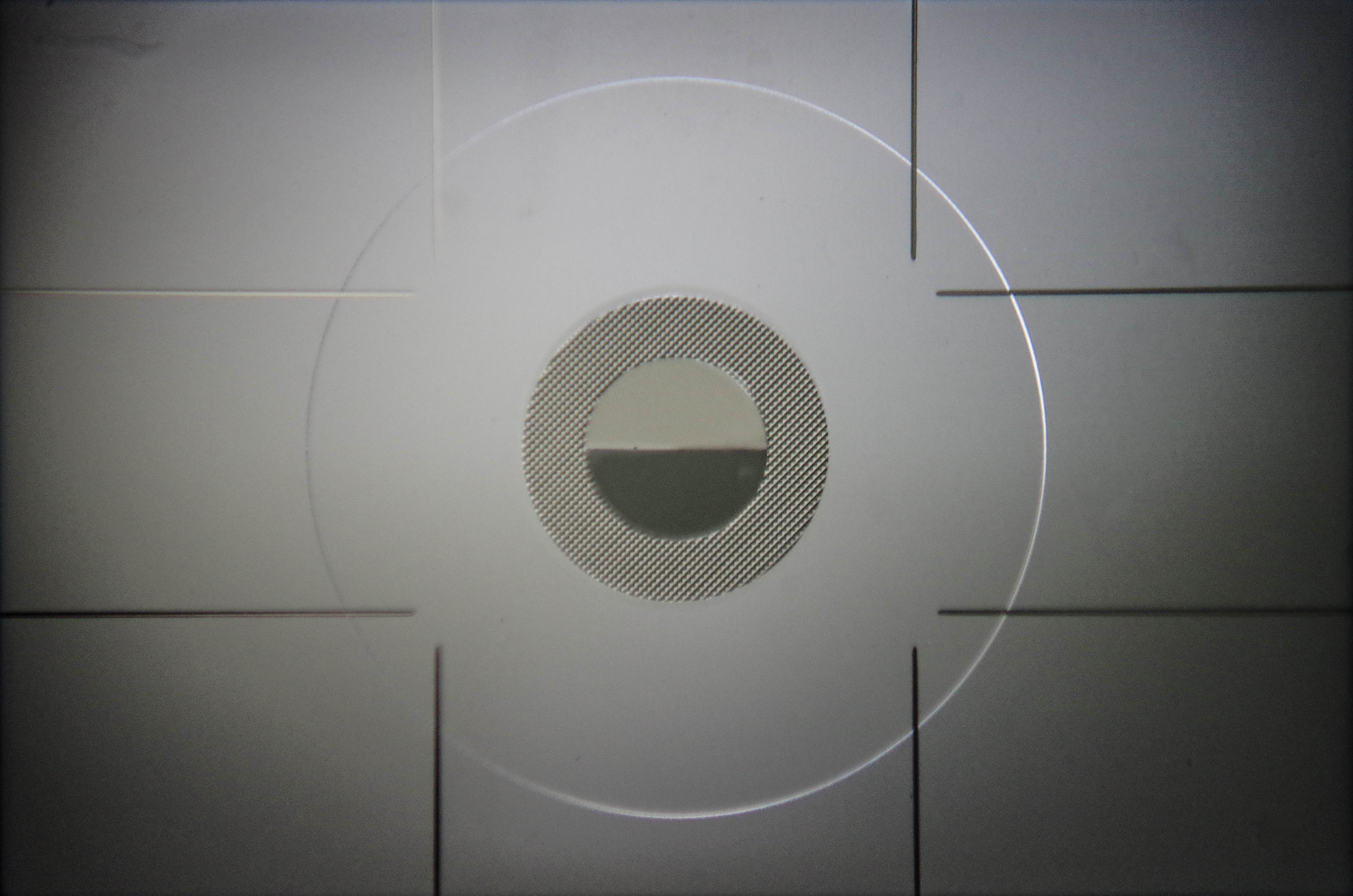
Vue à travers le viseur d'un Pentax K20D (sans objectif).

Les concepteurs d'appareils photographiques ont proposé au milieu du XXe siècle de détourner le flux passant par l'objectif de prises de vues vers le viseur.
Un miroir mobile dévie le flux lumineux vers la visée parfois remplacé, pour des caméras de cinéma, par un miroir semi-transparent fixe. L'image se trouve ainsi projetée sur un dépoli qui occupe une position homologue à celle de la surface sensible. La deuxième partie du viseur redresse cette image inversée grâce à un prisme en toit, et, par une loupe, permet de l'examiner dans de bonnes conditions à travers un œilleton.
La visée reflex permet, la plupart du temps, d'ouvrir le diaphragme à pleine ouverture pendant la visée, ce qui permet d'avoir une image lumineuse avec une faible profondeur de champ, facilitant la mise au point. Le dépoli de visée comporte souvent un stigmomètre qui aide à trouver la distance pour la partie centrale de l'image.

## Visée électronique

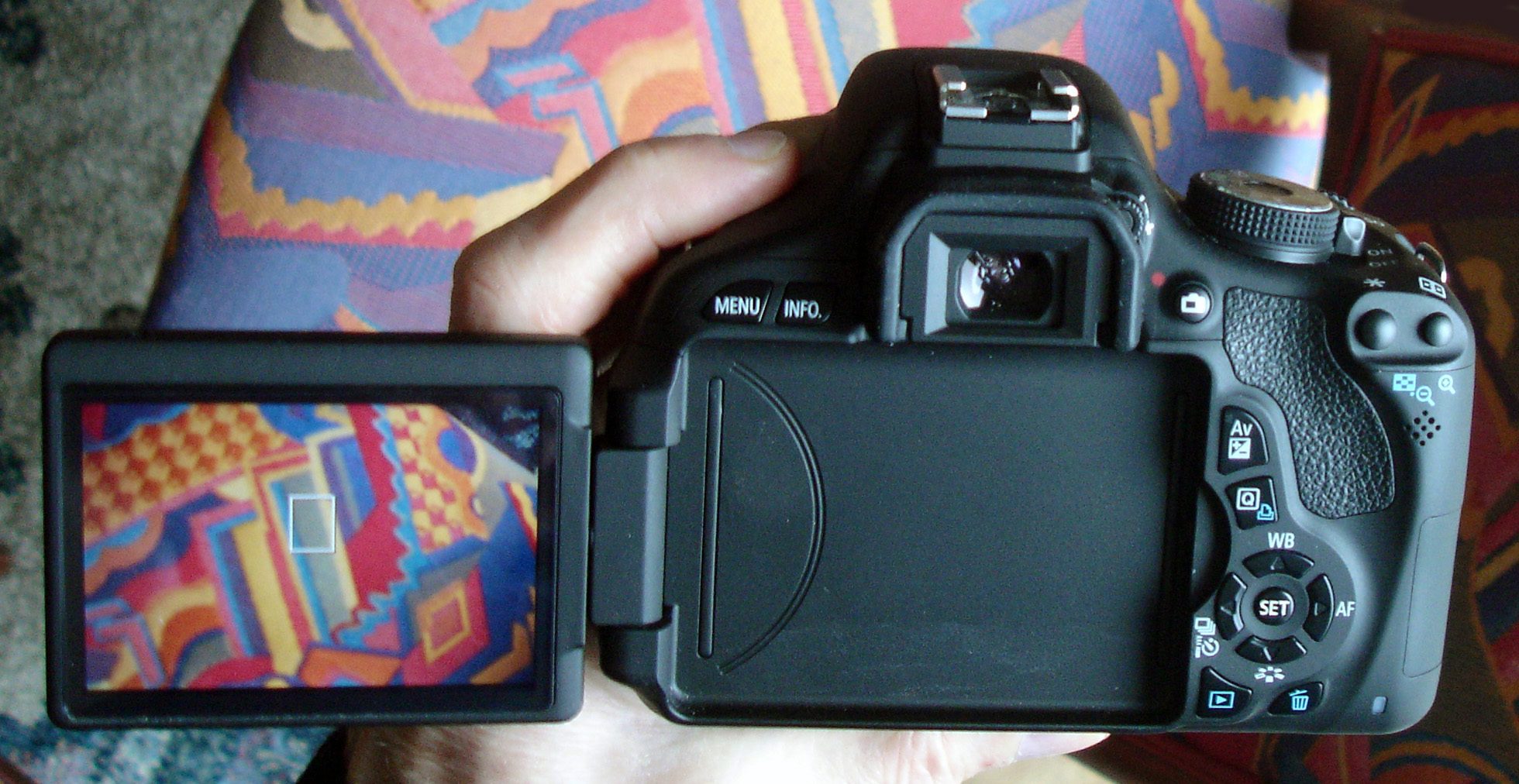
Écran de contrôle orientable et œilleton du viseur.

Les appareils de prise de vue électronique peuvent se dispenser de viseur, grâce à un écran qui montre l'image qu'ils produisent en permanence.
Fréquemment, on utilise, alternativement, un viseur électronique, constitué d'un écran abrité de la lumière dans une chambre munie d'un loupe d'observation et d'un œilleton. Les viseurs électroniques, basés sur le tube cathodique, le LCD ou l'OLED ont l'inconvénient de consommer de l'énergie en permanence, alors qu'ils ne se mettent pas en route instantanément.
Les appareils numériques sont presque tous munis d'un écran LCD de visualisation, qui souvent se substitue complètement au viseur à œilleton. Ils peuvent aussi transmettre par Wi-Fi l'image à un écran extérieur, comme celui d'un téléphone portable muni d'une télécommande. Le viseur sert lorsqu'on veut que l'image de visée couvre une plus grande partie du champ visuel ou que la forte luminosité gêne la vision de l'écran de visualisation.
Les appareils photo reflex numériques peuvent conserver une visée reflex, si le mode Live View n'est pas activé.